# POP VIRUS
『POP VIRUS』（ポップ・ウィルス）は日本のシンガーソングライター・星野源のスタジオ・アルバム。星野にとって通算5枚目のアルバムとして2018年12月19日にSPEEDSTAR RECORDSよりフィジカル、音楽配信形態でリリースされた。
本作は、ブラックミュージックの歴史と最先端のビート／ベースミュージックを独自に咀嚼し作品に落とし込んだ音楽性などが評価され、「第11回CDショップ大賞」で「大賞 <赤>」を、「SPACE SHOWER MUSIC AWARDS 2019」、「MTV VIDEO MUSIC AWARDS JAPAN 2019」のそれぞれで「年間最優秀アルバム賞」を受賞した。また同時に、オリコンアルバムランキングで4週連続1位を獲得、Billboard Japan Hot Albumsでは2019年度年間2位を記録するなど、大衆的にも成功を収めた。

## 背景
本作は、アルバムとしては星野の前作『YELLOW DANCER』以来3年ぶりであり、シングルリリースされた「恋」「Family Song」「アイデア」、2016年にACジャパン『ライバルは、1964年』キャンペーン・ソングに起用された「Hello Song」をはじめとする14曲が収録された。その内、「恋」、「Family Song」のカップリング曲であった「肌」はリリース当初と比較してミキシングが変更されている。なお、11枚目のシングル表題曲であった「ドラえもん」2016年にフジテレビの情報番組『ノンストップ!』のテーマソングに使用された「Non Stop」の2曲は、既発ながら収録が見送られた。
アルバムタイトルは星野と交流のあったライターの川勝正幸の著書『ポップ中毒者の手記』に頻出した造語「ポップ・ウイルス」から取られた。
アルバムは、初回限定盤A、初回限定盤B、通常盤 初回限定仕様、通常盤という4形態での発売となった。初回限定盤A付属Blu-ray・初回限定盤B付属DVDには、星野のレコーディングやライブでおなじみのバンドメンバーが集結し、レコーディングスタジオ・音響ハウスで行ったスタジオライブ『星野源 Live at ONKIO HAUS Studio』と、星野扮するニセ明が雅マモル（宮野真守）、ウソノ晴臣（ハマ・オカモト）らと共に新曲を作り上げる姿を追った密着ドキュメンタリー『ニセ明と、仲間たち』の2本の映像を収録。2019年2月2日より、京セラドーム大阪（大阪）を皮切りにバンテリンドーム ナゴヤ（愛知）、札幌ドーム（北海道）、東京ドーム（東京）、福岡PayPayドーム（福岡）にてドームツアー・『星野源 DOME TOUR 2019「POP VIRUS」』を開催。特設サイトの「POP VIRUS PLAYER」では、アルバム発売に先立って収録曲『Pair Dancer』の一部を公開。ドームツアー期間中には、各公演終演後に収録されたメッセージが随時公開された。2019年3月27日より、重量盤2枚組仕様の生産限定盤としてアナログレコード盤を発売した。2019年11月8日発売のPS4向けゲームソフト『DEATH STRANDING』に、表題曲「Pop Virus」が収録された。

## 音楽性
MUSICA編集長の有泉智子は、本アルバムについて、（星野が）自身の根幹をなす"歌"に対峙しながら、同時にブラックミュージックの歴史と現行・最先端のビート／ベースミュージックを、背景の文化や思想の本質を自分の心と身体で咀嚼した上で、「海外の模倣や追随ではなく日本で生まれ育ち今の日本という社会に生きるひとりの表現者」として、「オリジナルなアイディアとアプローチでアレンジ・演奏・表現に落とし込んでいる」としている。また批評家のimdkmは、Real Soundにて、本作を「現代的なダンスサウンドとファンクやソウルのエッセンスが同居した一作」と位置付けた。

## 評価と批評
- 上述の有泉智子は、「2018年の終わりから2019年の頭にかけての1ヶ月間、日本で一番売れている音楽が『POP VIRUS』であるっていう事実はものすごく大きい」とコメントした[12]。また、「（『POP VIRUS』は）『音楽的に攻めたものは大衆にウケない』っていう言説を、本当にただの言い訳にしてしまった」とした上で、同アルバムがオリコン4週連続1位のヒットを記録したことについて、「この先の日本の音楽シーンと音楽の作り手たちにとって、ひとつの本当に大きな希望だ」と語った[13][14]。
- ミュージック・マガジンの岡村詩野は、「国民的ポップ・アイコンとしての側面、妥協しない音楽家、苦悩する作り手としての側面とを交錯させた力作」と評した[2]。
- 音楽評論家の柳樂光隆は、星野は本作で「世の中の大きな期待にも応えつつ、同時に自分のクリエイティブをどこまで表現するのか。その瀬戸際で勝負している」とし、はっぴいえんどやティン・パン・アレー、山下達郎の系譜に連なる日本のポップミュージック史の上質な部分を引き継ぎ、ある種の洗練をまといつつ、幅広い世代／志向のファンを楽しませる、最大公約数的なエンターテインメントとしての音楽を模索しているようにも聴こえると述べた[15]。
- 音楽レビューサイトMikikiの澤田大輔は、内容について「サウンド面の美しく野心的な成果」が最高とした上で、本作の凄みは「何よりも星野源その人の歌に耳を奪われること」と語り、「ミクロ〜マクロの広範な視点から愛を語る歌唱からは、スタイルを超えてソウルの根源に触れんとする意志が感じられる。」とコメントした[16]。
- ロッキング・オンの小池宏和は、星野は「恋」のヒットのタイミングで、独創性溢れる豊かなバンドサウンドを完成させることによる大きな支持の獲得に成功し、「アイデア」で、ビートミュージックの作風を持ち込み、大胆に「星野源のサウンド」を再構築したとコメントした。また、本作では、これらのすべての要素が歌心を増幅させるエレメントとして鳴っていると語り、そのすべてにおいて新たな驚きをもたらしていると評価[17]。そして、「既発曲たちに込められた思いも、斬新な新曲たちと響き合うことで、あらためてその奥底に宿した『イエローミュージック』としての概念の輝きを増してくる。」と語った[18]。
- 批評家のimdkmは、星野の音楽が日本の外へも訴求することに期待した上で、そのときに「問われるのは、まさしくこの“イエロー＝日本人”の自明性の是非」だとし、「そこで“イエローミュージック”のコンセプトは練り直されるのか、あるいは本作が志向するような、“ポップ”のコスモポリタンな普遍性へと一足とびに向かうのか？」と述べた[11]。

## 受賞
| 年                    | 音楽賞                            | 結果                             | 出典                  |
| アルバム『POP VIRUS』 | アルバム『POP VIRUS』             | アルバム『POP VIRUS』            | アルバム『POP VIRUS』 |
| --------------------- | --------------------------------- | -------------------------------- | --------------------- |
| 2019年                | 第11回CDショップ大賞              | 大賞〈赤〉                       | [ 19 ]                |
| 2019年                | SPACE SHOWER MUSIC AWARDS 2019    | ALBUM OF THE YEAR                | [ 20 ]                |
| 2019年                | 第33回日本ゴールドディスク大賞    | ベスト5アルバム                  | [ 21 ]                |
| 2019年                | MTV VIDEO MUSIC AWARDS JAPAN 2019 | Best Album of the year           | [ 22 ]                |
| 2019年                | Billboard JAPAN MUSIC AWARDS 2019 | Download Albums of the Year 2019 | [ 23 ]                |
| 星野源                |                                   |                                  |                       |
| 2019年                | SPACE SHOWER MUSIC AWARDS 2019    | ARTIST OF THE YEAR               | [ 20 ]                |
| 2019年                | SPACE SHOWER MUSIC AWARDS 2019    | PEOPLE'S CHOICE                  | [ 20 ]                |
| 2019年                | SPACE SHOWER MUSIC AWARDS 2019    | BEST POP ARTIST                  | [ 20 ]                |
| 楽曲「Pop Virus」     |                                   |                                  |                       |
| 2019年                | 第26回日本プロ音楽録音賞 CD部門   | 「ポップス、歌謡曲」最優秀賞     | [ 24 ]                |

## チャート成績
2018年12月31日付のオリコン週間ランキングでは初動27万8168枚を売り上げ、週間1位にランクインした。Billboard Japanでも初登場1位を獲得。その後両チャート共に4週連続首位を記録した。オリコンのアルバムチャートで4週連続首位が記録されるのは、2016年の宇多田ヒカル『Fantome』以来となっている。結果的に、9週連続でBillboard Japanのアルバム総合チャートのTOP10にランクインし続けた。2020年10月には、総合チャートへのランクイン週数が80週を突破した。

## 収録曲
全作詞・作曲・編曲：星野源
1. Pop Virus（3:02）
  - （ストリングスアレンジ：美央、コーラスアレンジ：長岡亮介、石橋英子、星野源）
  - タイトル曲。発売前、自身がパーソナリティを務める『星野源のオールナイトニッポン』（ニッポン放送、2018年12月4日放送分）にて「Hello Song」に続いて音源が初解禁され、同月12日には「ポップウイルスが蔓延する未来の日本、違う世界線の日本の地下鉄」[28]を舞台にしたミュージックビデオが公開された[29]。監督は林響太朗。
  - 2019年11月発売のPlayStation 4ゲームソフト『DEATH STRANDING』に楽曲が使用された[9]。
2. 恋（4:11）
  - （ストリングス、アルフアレンジ：美央）
  - 9thシングル。TBS系テレビドラマ『逃げるは恥だが役に立つ』主題歌。
3. Get a Feel（3:07）
  - （ホーンアレンジ：武嶋聡、コーラスアレンジ：長岡亮介、石橋英子、星野源）
4. 肌（3:59）
  - （ストリングスアレンジ：美央）
  - 10thシングルc/w。花王「ビオレu ボディウォッシュ」CMソング（本人出演）。
5. Pair Dancer（3:26）
  - （コーラスアレンジ：長岡亮介、星野源）
6. Present（3:41）
  - （ストリングスアレンジ：美央、ホーンアレンジ：武嶋聡、コーラスアレンジ：長岡亮介、石橋英子、星野源）
7. Dead Leaf（3:07）
  - （コーラスアレンジ：山下達郎）
  - 星野が敬愛するシンガーソングライター、山下達郎がコーラスに参加している[30]。
8. KIDS（3:46）
  - 10thシングルc/wに（House Ver.）として収録されていた曲のアルバムバージョン。
9. Continues（4:28）
  - （ストリングスアレンジ：美央）
  - 9thシングルc/w。スカパー!・リオパラリンピック放送テーマソング。
10. サピエンス（3:52）
  - （コーラスアレンジ：石橋英子、星野源）
  - NTTドコモ「星プロ 青春のドまんなか・スタート」編CMソング[31]。
11. アイデア（4:40）
  - （ストリングスアレンジ：美央）
  - 配信限定シングル。NHK連続テレビ小説『半分、青い。』主題歌。
12. Family Song（5:24）
  - （ストリングス、フルートアレンジ：美央、コーラスアレンジ：島健、星野源）
  - 10thシングル。日本テレビ系水曜ドラマ『過保護のカホコ』主題歌。
13. Nothing（4:40）
  - （ストリングスアレンジ：美央、コーラスアレンジ：石橋英子、星野源）
14. Hello Song（4:14）
  - （ストリングスアレンジ：美央、コーラスアレンジ：石橋英子、星野源）
  - ACジャパン2016年度全国キャンペーン「ライバルは、1964年」キャンペーン・ソング[32]。発売前、『星野源のオールナイトニッポン』（ニッポン放送、2018年11月20日放送分）にてフル音源が初解禁された[33]。発売後、NTTドコモ「星プロ あたらしいスタート」編CMソングに起用された[34]。

### 初回限定盤映像
- 『星野源 Live at ONKIO HAUS Studio』

| #   | タイトル        | 作詞 | 作曲・編曲 |
| --- | --------------- | ---- | ---------- |
| 1.  | 「Night Troop」 |      |            |
| 2.  | 「肌」          |      |            |
| 3.  | 「桜の森」      |      |            |
| 4.  | 「Snow Men」    |      |            |
| 5.  | 「KIDS」        |      |            |
| 6.  | 「SUN」         |      |            |
| 7.  | 「海を掬う」    |      |            |
| 8.  | 「恋」          |      |            |
| 9.  | 「プリン」      |      |            |
| 10. | 「アイデア」    |      |            |
| 11. | 「Friend Ship」 |      |            |

- 創作密着ドキュメンタリー『ニセ明と、仲間たち』

## 参加ミュージシャン
| - 星野源 - Vocal - Chorus (#1-9.11.12.13.14) - Electric Guitar (#1.2.4.9) - Acoustic Guitar (#8) - Gut Guitar (#5.11) - Marimba (#2.11) - Vibraphone (#11) - Electric Bass (#8) - Wurlitzer (#10) - OP-1 (#5.6.10) - Microbrute (#11) - TR-08 (#8) - Beat Programming (#11) - 銅鑼 (#11) - Tambourine (#6) - Handclap (#1.2.9.12.14) - 河村"カースケ"智康 - Drums (#2.3.4.6.9.11.12.14) - Tambourine (#12) - Shaker (#4) - Percussions (#9) - Handclap (#2.9.11.14) - 玉田豊夢：Drums (#7.10) - STUTS - MPC (#1.5.10.13) - Beat Programming (#1.5) - TR-08 (#13) - Synthesizer (#1) - 伊賀航 - Electric Bass (#4.7.9.12) - Contrabass (#6.11.14) - Handclap (#9.14) - ハマ・オカモト - Electric Bass (#1.2.3.5.13) - Handclap (#2) - 小林創 - Piano (#2.6.9.11.12.13.14) - Hammond Organ (#3) - Wurlitzer (#3) - JUNO-60 (#7) - JUPITER-8 (#7) - PROPHET-5 (#8) - Handclap (#2.14) - 櫻田泰啓 - Fender Rhodes (#1) - Wurlitzer (#4.10) - JUNO-60 (#1.5) - MINIMOOG (#1) - PROPHET-5 (#1.5) - Chorus | - 石橋英子 - JU-06 (#4) - JUNO-60 (#9.10) - PROPHET-5 (#9.10) - Marimba (#11) - Vibraphone (#11) - Chorus (#1.3.6.9.10.12.13.14) - Handclap (#1) - 本澤尚之 - JUNO-106 (#10) - Microbrute - PROPHET-5 - Beat Programming - 長岡亮介（ペトロールズ） - Electric Guitar (#1.2.3.4.7.9.10.11.12.13.14) - Electric Sitar (#3) - Chorus (#1.3.5.6.9.12) - Handclap (#1.14) - 美央：Violin (#1.2.4.6.9.11.12.13.14) - 伊能修：Violin (#1.2.4.6.9.11.12.13.14) - 城戸喜代：Violin (#1.2.4.6.9.11.12.13.14) - 入江茜：Violin (#1.11.12.14) - 加藤玲名：Violin (#1.2.12) - 伊勢三木子：Violin (#4.12) - 三浦道子：Violin (#4) - 黒木薫：Violin (#1.11.12.14) - 藤家泉子：Violin (#12) - 杉野裕：Violin (#1.2.6.9.11.13.14) - 下川美帆：Violin (#2.4.9.11.12) - 高橋暁：Violin (#12) - 舘泉礼一：Viola (#1.2.4.6.9.12.13.14) - 三木章子：Viola (#1.11) - 菊地幹代：Viola (#2.4.6.9.11.12.13.14) - 村中俊之：Cello (#1.2.4.6.11.12.13.14) - 橋本しのぶ：Cello (#1) - 笠原あやの：Cello (#2.4.6.9.11.12.14) - 増本麻理：Cello (#9) - 内田麒麟：Cello (#13) - 武嶋聡 - Tenor Sax (#6) - Flute (#12) - 村上基 - Trumpet (#6) - Flugelhorn (#3) - 赤塚謙一：Trumpet (#3.6) - 東條あづさ：Trombone (#3.6) - 大田垣正信：Trombone (#3.6) - 半田信英：Trombone (#3.6) - 賈鵬芳：Erhu（#2） - 野村卓史：Piano（＃5） - 山下達郎 Chorus（#7） - 黒沢かずこ・平岩紙・福岡晃子・ムロツヨシ・レイザーラモンRG・鷲崎健：Chorus（#9） - Snail's House：Synthesizer Bass（#10） - 三浦淳悟、河村俊秀 (ペトロールズ)：Chorus, Handclap (#12) |

## チャートと売上
| チャート（2018年）              | 最高 順位 |
| ------------------------------- | --------- |
| Billboard Japan Hot Albums      | 1         |
| Billboard Japan Top Album Sales | 1         |
| Billboard Japan Download Albums | 1         |
| オリコン週間アルバムチャート    | 1         |

| チャート（2019年）              | 順位 |
| ------------------------------- | ---- |
| Billboard Japan Hot Albums      | 2    |
| Billboard Japan Download Albums | 1    |
| オリコン年間アルバムチャート    | 4    |

### 認定とセールス
| 国/地域                                             | 認定             | 認定/売上数                        |
| --------------------------------------------------- | ---------------- | ---------------------------------- |
| 日本 (RIAJ)                                         | ダブル・プラチナ | 448,000（フィジカルCD) (オリコン)  |
| 日本 (RIAJ)                                         | N/A              | 73,500（デジタル配信）（オリコン） |
| * 認定のみに基づく売上数 ^ 認定のみに基づく出荷枚数 |                  |                                    |